# I diari delle streghe

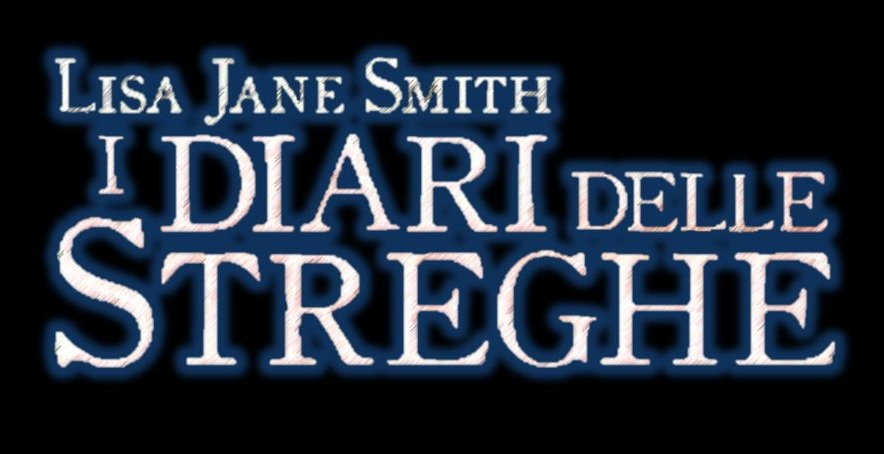
Logo italiano della serie di romanzi.

I diari delle streghe (The Secret Circle) è una serie di romanzi fantasy iniziata nel 1992 dalla scrittrice statunitense Lisa J. Smith e in seguito proseguita da Aubrey Clark.

## Trama
Cassie Blake è una ragazza sedicenne che, insieme a sua madre, si trasferisce dalla California al New England, nella città di New Salem. Prima di partire, Cassie si innamora di Adam, un ragazzo misterioso che pensa di non rivedere più. Arrivata a New Salem, tuttavia, scopre che Adam frequenta il suo stesso liceo e che la scuola è controllata da un'élite di studenti. Di questo gruppo, due ragazze sono particolarmente interessate a lei: Faye Chamberlain, che prova piacere nel causarle dolore, e sua cugina Diana, ragazza di Adam, che la considera una sorella e diventa la sua migliore amica. Viene presto rivelato che i membri del gruppo sono streghe, appartenenti al Circolo Segreto, e che Cassie è una di loro. Diana è la leader del Circolo, ma Faye ambisce ad ottenere il suo posto. Minacciando di rivelare a tutti il legame che si è instaurato tra lei e Adam, Faye obbliga Cassie a votare per lei durante l'elezione del nuovo leader e a rubare il Teschio di Cristallo, un potente manufatto magico, dal quale viene liberata una forza oscura che inizia a provocare morti sospette in città, tra cui la nonna della stessa Cassie. Il Circolo scopre che la forza oscura è Black John, il loro più pericoloso nemico, che punta a convincere i dodici ragazzi a unirsi a lui. Nel frattempo, a New Salem arriva un gruppo di cacciatori di streghe che rischia di rivelare a tutti il segreto di Cassie e compagni.

## I libri
L'edizione originale del primo ciclo, pubblicata per la prima volta nel 1992 dalla casa editrice Harper&Row, è composta da tre volumi. In Italia è stata pubblicata dalla Newton Compton Editori tra il 2009 e il 2010, suddivisa in quattro volumi, poi raccolti in un volume unico.
Nel 2010, Lisa Jane Smith inizia a scrivere una novella, intitolata Cassie & Nick: Deep Waters, che decide poi di trasformare in un romanzo. Un anno più tardi, l'autrice invia una e-mail ad un fan, informandolo che il suo seguito de I diari delle streghe è stato rifiutato e che un'altra scrittrice, Aubrey Clark, ha preso il suo posto. Nel 2012, inizia il secondo ciclo de I diari delle streghe.

### Primo ciclo
- I diari delle streghe - L'iniziazione (The Secret Circle: The Initiation).

Pubblicato in inglese nel 1992, in italiano il 4 giugno 2009.
- I diari delle streghe - La prigioniera (The Secret Circle: The Captive Part I).

Pubblicato in inglese nel 1992, in italiano il 30 luglio 2009.
- I diari delle streghe - La fuga (The Secret Circle: The Captive Part II).

Pubblicato in inglese nel 1992, in italiano il 22 ottobre 2009.
- I diari delle streghe - Il potere (The Secret Circle: The Power).

Pubblicato in inglese nel 1992, in italiano il 28 gennaio 2010.

### Secondo ciclo
- I diari delle streghe - La maledizione (The Secret Circle: The Divide).

Pubblicato in inglese il 20 marzo 2012, in italiano il 26 settembre 2013.
- I diari delle streghe - La caccia (The Secret Circle: The Hunt).

Pubblicato in inglese l'11 settembre 2012, in italiano il 23 gennaio 2014.
- I diari delle streghe - La tentazione (The Secret Circle: The Temptation).

Pubblicato in inglese il 12 marzo 2013, in italiano il 29 maggio 2014.

## Personaggi

### Membri del Circolo
I membri del Circolo discendono dai superstiti dei roghi di Salem. Sia i ragazzi che le ragazze vengono chiamati "streghe". Sono temuti dalle persone che non possiedono la magia, i cosiddetti esterni, che li guardano con sospetto ogni volta che si verificano fatti inspiegabili; normalmente, invece, rappresentano l'élite della scuola, alla quale molti studenti vorrebbero appartenere. Per realizzare gli incantesimi si basano sui Libri delle Ombre, tramandati da generazioni. Il leader definitivo del Circolo viene scelto fra coloro che hanno compiuto 17 anni; se nessuno ha ancora l'età adatta, viene scelto un capo temporaneo. Molti dei loro genitori sono morti nel 1976 in un uragano causato dallo stregone Black John.
- Cassandra "Cassie" Blake[14]

Cassie ha 16 anni, capelli castani e occhi azzurri (o grigi); è nata il 23 luglio 1976. È una ragazza timida, tranquilla e sognatrice, che scrive poesie e colleziona unicorni. Prima di trasferirsi a New Salem, viveva a Reseda, in California, con sua madre Alexandra, verso la quale è molto protettiva, mentre non ha mai conosciuto suo padre, che le ha abbandonate quando Cassie era molto piccola. S'innamora di Adam, ma decide di mantenere segreto il suo amore e di evitarlo quando scopre che è il ragazzo di Diana; inizia invece ad uscire con Nick. In seguito Diana le lascia Adam, poiché ha capito che lui e Cassie sono anime gemelle. La ragazza, nel frattempo, apprende che suo padre era lo stregone malvagio Black John, e di avere una sorellastra di nome Scarlett. Con il trascorrere del tempo, il Libro delle Ombre di suo padre esercita su di lei un'influenza oscura che la rende irascibile, paranoica e gelosa, e la spinge ad utilizzare più spesso la magia nera.
- Diana Meade

Migliore amica di Cassie, leader temporanea del Circolo, è molto bella, alta e snella, con lunghi capelli biondi lucenti e occhi verdi; è nata il 10 novembre 1975. Diana è gentile, buona e altruista. A causa della sua innocenza e della sua natura dolce, Faye le ha dato il soprannome ironico di Principessa della Purezza. Suo padre Charles è un avvocato, mentre sua madre Mary è morta. È cugina di Faye (le loro madri erano sorelle). È fidanzata con Adam, ma lo lascia a Cassie avendo capito che sono anime gemelle. In seguito inizia a uscire con il cacciatore di streghe Max, sua anima gemella.
- Faye Chamberlain

Alta, ha lunghi capelli neri, occhi color miele, carnagione pallida e labbra carnose. Cugina di Diana (le loro madri erano sorelle), è il suo esatto opposto: ambiziosa, arrogante, malvagia e senza scrupoli. Tra i quattro elementi, è legata principalmente al Fuoco e indossa sempre un rubino stellato. Suo padre Grant è morto e lei vive con sua madre. Mira a diventare leader del Circolo Segreto. Usa due gattini come spie. È nata il 10 novembre 1975. Faye inizia a tormentare Cassie dal suo arrivo in città e la minaccia di raccontare a Diana del rapporto tra la ragazza e Adam.
- Adam Conant

È un ragazzo alto, con capelli ricci color rosso scuro e occhi grigio-azzurro; è nato il 5 novembre 1975. Sveglio, temerario e dotato di senso dell'umorismo, è il fidanzato di Diana sin dall'infanzia ed è ammirato anche dalle altre ragazze appartenenti al Circolo. Ha un cane da pastore tedesco, Raj. I suoi genitori, Adrian ed Elizabeth, sono morti nell'uragano. Abita con la nonna materna, Edith Franklin. Dopo aver conosciuto Cassie, si innamora di lei, ma giura di resistere all'attrazione per il bene di Diana, che tuttavia lo lascia, avendo capito che lui e Cassie sono anime gemelle.
- Nicholas "Nick" Armstrong[36]

Ha capelli neri e occhi marroni, con una sfumatura rossa che li fa tendere al color mogano. Freddo, brusco e distaccato, odia le regole ed è il cugino di Deborah (i loro padri erano fratelli), con la cui famiglia vive dopo la morte dei suoi genitori, Nicholas e Sharon. Nick odia sia i genitori che gli zii, i primi perché, morendo, l'hanno abbandonato, i secondi perché sente di dovergli qualcosa. Detesta in particolare sua zia Grace, che continua a raccontargli di come suo padre fosse avventato. È appassionato di meccanica e guida una Mustang coupé del 1969. Non va d'accordo con Adam ed è un accanito fumatore, ma poi smette. Si innamora di Cassie e si frequentano per breve tempo. È nato il 3 novembre 1975.
- Melanie Glaser

È il membro sveglio e calcolatore del gruppo, appassionata di computer ed esperta di pietre e cristalli; in qualunque situazione esso si trovi ad affrontare, cerca di mantenersi lucida e di non farsi prendere dal panico. Ha vaste conoscenze in ogni campo e questo la rende un punto di riferimento per il resto del club, soprattutto per Cassie, che ignora molti degli aspetti della vita da streghe. È solita indossare oggetti di giada, che la aiutano a riflettere. Abita con la prozia Constance Burke dopo la morte dei suoi genitori, Marshall Glaser e Sophie Burke. Ha capelli lisci ramati e occhi grigi. È nata il 7 novembre 1975.
- Christopher "Chris" e Douglas "Doug" Henderson

Fratelli gemelli, sono due ragazzi molto scapestrati. Chris è più gentile e tranquillo di Doug. La loro sorella minore Kori è stata uccisa poco prima della sua iniziazione, così Cassie l'ha sostituita. Vivono con il padre e la madre, Carmen. Hanno capelli biondi e occhi a mandorla turchesi. Guidano una Suzuki Samurai nera targata "Flip Me". Sono nati il 17 novembre 1975.
- Suzan Whittier

Amica di Faye, ha occhi azzurri e capelli color paglia tendenti al rosso. È appassionata di soap opera, shopping e scarpe; adora mangiare dolci e indossa sempre una corniola. Di primo acchito sembra una ragazza svampita, ma conoscendola si scopre che è più intelligente di quanto appare. Non ama prestare le proprie cose e talvolta è un po' sgarbata, ma è sempre pronta a dare una mano quando si tratta di moda e cosmetica. Sua madre Linda Forsythe è morta nel 1976. Successivamente, viene uccisa dai cacciatori di streghe e sostituita da sua cugina Scarlett. È nata il 24 novembre 1975.
- Deborah Armstrong

Amica di Faye, è contraria all'inserimento di Cassie nel Circolo, ma successivamente si ricrede. È aggressiva, animosa e ostile. È appassionata di moto ed è la cugina di Nick, con il quale vive insieme al padre e alla madre Grace. Ha riccioli neri con sfumature color rubino e occhi scuri. Indossa un quarzo citrino per accumulare energia. È nata il 28 novembre 1975.
- Laurel Quincey

È una matricola come Cassie, sebbene non sia nata nel 1976 come lei, ma un anno prima, il 1º dicembre. Ha capelli castano chiaro molto lunghi e occhi marroni, un volto elfico e una corporatura aggraziata. Appassionata di storia, è dolce, esperta di piante ed è legata all'elemento Terra. Indossa sempre un'ametista. Disprezza i cibi-spazzatura, prediligendo un'alimentazione sana. I suoi genitori, David e Melissa B., sono morti nell'uragano. Vive con la bisnonna.
- Sean Dulany

Matricola come Laurel e Cassie, è basso e furbo. Ha piccoli occhi neri ed è un fifone. Sua madre Eve è morta. Inconsapevolmente, è controllato da Black John, che lo costringe a compiere gli omicidi al posto suo. È nato il 3 dicembre.

### Altri personaggi
- Black John

Alto, con capelli mori, occhi neri incavati e naso aquilino, è il padre di Cassie, ma in realtà è nato nel VI secolo e la sua vera identità è quella dell'imperatore Giustiniano I. Egli iniziò a cercare la vita eterna e vendette l'anima al diavolo, ma non ottenne niente. Resuscitò varie volte nel corso dei millenni, ogni volta con un'identità diversa. Nell'autunno del 1974, si trasferì a New Salem, assumendo l'identità fittizia di John Blake. Con i suoi modi affabili, conquistò le giovani streghe del luogo e riuscì a formare nuove coppie, che partorirono undici figli nell'arco di un mese. I genitori capirono però che l'intento di John era quello di usare i bambini per formare una congrega estremamente potente e diventarne il leader. Sua moglie Alexandra, che era incinta, lasciò la città, mentre alcune delle streghe più coraggiose lo affrontarono e perirono in un uragano. La sua casa, con lui dentro, venne bruciata fino alle fondamenta e il suo corpo fu trovato carbonizzato, ma il suo spirito si nascose in un teschio di cristallo ritrovato nel 1992 da Adam. Parte dello spirito di Black John torna in libertà e inizia a compiere efferatezze, fino ad uccidere la nonna di Cassie ed ottenere un nuovo corpo solido, con il quale diventa il nuovo preside della New Salem High School, Jack Brunswick. La congrega riesce però a imprigionarlo nella sabbia della spiaggia di New Salem.
- Scarlett Forsythe

Si trasferisce a New Salem dopo la sconfitta di Black John, andando a vivere in un bed & breakfast. Si è diplomata in anticipo e inizia a lavorare al bar Oyster presso il porto. Successivamente, si rivela essere una strega malvagia e la sorellastra di Cassie, essendo anch'ella figlia di John Blake. Sua madre, Laura Forsythe, era la migliore amica di quella di Cassie e la zia di Suzan. Laura usava la magia nera, ragione per la quale il Circolo la bandì. Quando John sposò Alexandra, se ne andò da New Salem con la figlia neonata. Anni dopo, fu trovata e uccisa dai cacciatori di streghe, che marchiarono Scarlett con il loro simbolo per eliminare anche lei. La ragazza tornò a New Salem ritenendolo un posto sicuro in cui nascondersi. Scarlett pratica la magia nera ed è particolarmente brava nella manipolazione mentale, che usa per attirare Cassie in una trappola: il suo scopo, infatti, è ucciderla per prendere il suo posto nel Circolo, essendo nata a novembre come gli altri membri. Ha capelli rossi tinti (il castano è il loro colore naturale) e occhi neri come quelli del padre.

## Ambientazione

### New Salem
New Salem è la città immaginaria nella quale sono ambientate le vicende della serie. Fu fondata nel 1693 da dodici famiglie di streghe sopravvissute al processo di Salem; tra di loro, Kate, antenata di Diana e Faye, Jacinth, parente di Cassie, e Black John, padre di quest'ultima. Dai loro servitori discesero gli esterni, non dotati di poteri magici. Si trova in Nuova Inghilterra, a nord di Capo Cod, vicino a Gloucester, su un'isola che un ponte collega a Stockbridge. La città è spesso vittima di uragani, che la colpiscono direttamente se non trovano una zona di bassa pressione a Cape Hatteras.
Nella zona ovest di New Salem si trova il liceo, la New Salem High School, un imponente edificio di mattoni rossi a tre piani, il cui organico comprende il professor Humphries (scrittura creativa e inglese), la professoressa Lanning (storia americana), la signorina Darby (storia), la signora Walker (storia europea), il professor Zitofsky (matematica), la signora Karol (segretaria del preside) e l'allenatore di football Kaelin.

Proseguendo verso est, si raggiunge il centro della città e, proseguendo, si arriva a Crowhaven Road, dove abitano i membri del Circolo Segreto. È una lunga e stretta strada sterrata che corre da nord a sud, inerpicandosi verso l'alto fino a raggiungere l'estremità dell'isola. Scendendo dalla scogliera, si arriva alla spiaggia, situata a est, che per un chilometro e mezzo corre parallela alla strada. Le case di Crowhaven Road sono molto vecchie, essendo gli edifici originari del 1693. Al civico 1, una casa gialla con molte finestre e delle torri, vive Diana con il padre Charles. Al numero 2, una casa fatiscente color pesca, vivono Nick, Deborah e i genitori della ragazza. Il civico 4, una casa con mura di legno bianco, pulita e ordinata, è la dimora di Melanie e della sua prozia, Constance Burke. È collegata al civico 9, casa di Adam e di sua nonna Edith Franklin, da una strada secondaria che costeggia la scogliera. La casa di Melanie si trova di fronte a quella di Laurel, il numero 5, dove la giovane vive con la bisnonna. Al civico 6 vivono Faye e sua madre; al numero 8, i gemelli Henderson con i genitori. Suzan e suo padre abitano al numero 10, in una casa con delle colonne greche, in stile revival greco; Sean e i suoi genitori al numero 11. Il civico 12 è la casa di Maeve Howard, di sua figlia Alexandra e di sua nipote Cassie: è un edificio con la vernice scrostata, a forma di T capovolta, con un'ala in stile georgiano postrivoluzionario che si affaccia sulla strada e un'ala che guarda alla spiaggia. Sul promontorio si trovano le rovine dell'ultima casa della via, il numero 13. La casa al civico 3, un edificio georgiano, e quella al numero 7, in stile vittoriano, sono disabitate.

Raggiungendo la fine di Crowhaven Road, voltando a ovest in una strada piena di solchi e proseguendo verso sud, si arriva alla zona vecchia del cimitero, un piccolo terreno pianeggiante di forma squadrata con alcune lapidi dimesse. Piegando verso l'angolo nord-est del cimitero, si raggiunge un'altra strada, vicino alla quale c'è una collinetta, in cui si trova la tomba di Black John. Superandola, si accede alla zona più nuova, dove sono sepolte le spoglie degli abitanti defunti a partire dal 1800. Il cimitero affaccia sulla costa a est e sulla scogliera a nord, ed è circondato dalle colline a ovest. Lungo la costa, sotto la scogliera, si trova Devil's Cove. In una delle altre grotte, è nascosto un antico covo di cacciatori con un altare di pietra. Su Shore Road si trova un vecchio faro abbandonato risalente al XVIII secolo.
In Old Town Square sorge l'Old City Hall, uno dei primi edifici municipali, che ospitava, in passato, tutti gli uffici federali. È circondato da un ampio spazio che funge da mercato all'aperto e in cui si tengono le feste stagionali, come quelle di primavera e autunno, che affondano le loro radici nelle tradizioni pagane un tempo seguite in città.

## Adattamento televisivo
Il 17 maggio 2011 la rete televisiva The CW ha annunciato la produzione di una serie televisiva ispirata all'opera di Lisa J. Smith, The Secret Circle, ideata da Kevin Williamson, che due anni prima aveva già avviato per la stessa rete la trasposizione televisiva della saga Il diario del vampiro, scritta dalla medesima autrice. La serie televisiva è stata cancellata dopo la prima stagione a causa dei bassi ascolti.